# 佳禾里
佳禾里是中華民國嘉義縣朴子市的一個里，東鄰大葛里和鹿草鄉豐稠村，西接竹圍里和新寮里，南界竹村里和新庄里，北鄰大鄉里，面積4.2761平方公里，清朝為荷苞嶼湖，湖中有荷苞嶼和同安寮兩座小島，島上有荷苞嶼庄和同安寮庄，居住有百餘漁民，日治時期排乾荷苞嶼湖辟為水田，村民遷居於湖的南部，戰後設置佳禾農場。